# 倪用賓
倪用宾（？—1661年），本来姓王，字重光。苏州吴县人，明朝末年清朝初年政治人物。
诸生出身，顺治十七年（1660年），任维初为吴县县令，严厉征所欠钱粮，侵吞常平仓储存粮米千石。清世祖丧期，他和诸生哭庙，给巡抚朱国治递揭帖，揭发任维初，但是任维初和朱国治有交情，於是倪用宾與金圣叹等被捕，並罗织罪名，定以「摇动人心倡乱，殊于国法」之罪，最后倪用宾、沈玥、顾伟业、张韩、来献琪、丁观生、朱时若、朱章培、周江、徐玠、叶琪、薛尔张、姚刚、丁子伟、金圣叹、王仲儒、唐尧治、冯郅等十八人被判死罪，七月十三日立秋，在南京三山街执刑。據《哭廟紀略》記載，倪用賓、薛爾張、周江三人因家貧无资以殓，由顧予咸收葬。